# HMS B1
Pour les articles homonymes, voir B1.
Le HMS B1 est un sous-marin britannique, le navire de tête des sous-marins de  classe B construits pour la Royal Navy au cours de la première décennie du XXe siècle. Le navire a survécu à la Première Guerre mondiale et a été vendu à la ferraille en 1921.

## Conception
La classe B était une version agrandie et améliorée de la classe A qui la précédait. Ces sous-marins avaient une longueur totale de 43,4 m, un maître-bau de 3,8 m et un tirant d'eau moyen de 3,4 m. Ils avaient un déplacement de 292 tonnes en surface et 321 tonnes immersion. Les sous-marins de la classe B avaient un équipage de deux officiers et treize matelots.
Pour la navigation en surface, les navires étaient propulsés par un  unique moteur à essence Vickers à 16 cylindres de 600 chevaux-vapeur (447 kW) qui entraînait un unique arbre d'hélice. Lorsqu’ils étaient en immersion, l’hélice était entraînée par un moteur électrique de 180 chevaux (134 kW). Ils pouvaient atteindre 12 nœuds (22 km/h) en surface et 6,5 nœuds (12 km/h) sous l’eau. En surface, la classe B avait un rayon d'action de 1 000 milles marins (1 900 km) à 8,7 nœuds (16,1 km/h).
Ces navires étaient armés de deux tubes lance-torpilles de 18 pouces (450 mm) à l’avant. Ils pouvaient transporter une paire de torpilles de rechange, mais en général, ils ne le faisaient pas, car en compensation ils devaient abandonner un poids équivalent de carburant.

## Engagements
À l’origine, le navire devait être la quatorzième unité de la classe A et s’appeler A14, mais il  a été renommé B1 une fois terminée. Le bateau fut construit au chantier naval Vickers à Barrow-in-Furness et mis à l'eau le 25 octobre 1904. Il était trop primitif pour être d’une grande utilité dans la Première Guerre mondiale, et il a été rapidement relégué à des tâches d’entraînement. Le HMS B1 a été vendu à la ferraille en mai 1921.